# Cap de la Baga de Fontanals
El Cap de la Baga de Fontanals és una muntanya de 1.743 metres que es troba al municipi de La Pobla de Lillet, a la comarca catalana del Berguedà.